# Front al-Nosra
Front Fatah al-Cham
Le Front al-Nosra ou Jabhat al-Nosra (en arabe : جبهة النصرة لأهل الشام, Jabhat an-nuṣrah li-ʾahl aš-šām, « Front pour la victoire des Gens du Cham »), souvent appelé al-Nosra, rebaptisé en 2016 Front Fatah al-Cham ou Jabhat Fatah al-Sham (en arabe : جبهة فتح الشام, Jabhat fat(a)ḥ aš-šām, « Front de la conquête du Cham »), est un groupe rebelle et terroriste, d'idéologie salafiste djihadiste, apparu en 2012 dans le contexte de la guerre civile syrienne et affilié à Al-Qaïda de 2013 à 2016. Principalement présent dans le nord-ouest de la Syrie, le groupe est également actif au Liban. De novembre 2013 à juillet 2016, il prend également le nom d'Al-Qaïda en Syrie ou Al-Qaïda au Levant (en arabe : تنظيم القاعدة في بلاد الشام, al-qāʿida fi bilād aš-šām, « al-Qaïda au pays du Cham ») et devient l'un des plus importants groupes rebelles de la guerre civile.
Le groupe est placé en mai 2014 sur la liste de l'ONU des organisations proches d'Al-Qaïda, liste instituée dans le cadre de la résolution 1267, datant de 1999 et visant à lutter contre le terrorisme. 
Fondé et dirigé par Abou Mohammed al-Joulani, le Front al-Nosra est formé par des membres de l'État islamique d'Irak, mais il refuse en 2013 la fusion pour former l'État islamique en Irak et au Levant. L'organisation prête alors directement allégeance à Al-Qaïda, qui désigne al-Nosra comme sa branche syrienne. Le Front al-Nosra rompt avec al-Qaïda d'un commun accord le 28 juillet 2016 et change à ce moment de nom.
Le Front Fatah al-Cham est dissous le 28 janvier 2017, date de sa fusion avec quatre groupes rebelles islamistes pour former un nouveau mouvement : Hayat Tahrir al-Cham.

## Histoire

### Fondation
Lors de la guerre civile syrienne, le Front al-Nosra annonce officiellement sa formation le 23 janvier 2012,,,. Il est fondé par des djihadistes envoyés en Syrie en août 2011 par l'État islamique d'Irak,. Abou Mohammed al-Joulani, un djihadiste syrien ayant combattu en Irak, en prend la direction. Pour Wassim Nasr, journaliste à France 24, ce sont « juste quelques chefs [qui] sont sortis des prisons syriennes, rejoints par des vétérans syriens d’Irak, en Syrie ou venus d’Irak, qui se battaient sous la bannière de l'État islamique d'Irak ». Ce sont ces derniers qui formeraient le noyau dur du Front al-Nosra, auquel d’autres se rallient encore aujourd’hui ; le chef d'al-Nosra, Abou Mohammed al-Joulani, a notamment fait ses armes en Irak. Pour Jean-Pierre Filiu, le Front al-Nosra n'est alors que « le prolongement en territoire syrien de l'État islamique en Irak et au Levant ».
Au cours de l'année 2012, al-Nosra change de nature en enregistrant « l'arrivée de plusieurs centaines de combattants étrangers, notamment en provenance du terrain irakien, profitant de la porosité de la frontière pour mener le djihad en Syrie ». Selon Thomas Pierret, maître de conférences en islam contemporain à l'université d'Edimbourg, « le groupuscule n'a fait que se renforcer à l'été et à l'automne 2012 grâce à la conjonction de plusieurs facteurs : la création de zones libérées à l'est et au nord ; la brutalisation du conflit avec les attaques aériennes ; et le sentiment de stagnation de l'opposition ». Il est désigné par les États-Unis comme une organisation terroriste à la fin de l'année.
En mars 2013, le Los Angeles Times révèle que selon le Département d'État, il est impossible de distinguer le Front al-Nosra d'al-Qaïda en Irak. Selon Le Monde, « plusieurs témoignages recueillis dans le nord de la Syrie laissent penser que Jabhat Al-Nosra est un groupe très majoritairement syrien — autour de 80 % — sans lien organique avec al-Qaïda, mais proche sur le plan idéologique ». Mathieu Guidère, professeur d'islamologie à l'Université Toulouse II-Le Mirail, contredit cette observation en déclarant en avril 2013 que les djihadistes étrangers y sont « désormais majoritaires aux deux tiers par rapport aux Syriens ». Il ajoute que ces étrangers « ont modifié la mission initiale du Front al-Nosra, qui était de faire tomber le régime alaouite de Bachar el-Assad, accusé de tuer des musulmans sunnites. L'idéologie djihadiste des premiers combattants syriens est peu à peu devenue martyriste. L'agenda, tout d'abord national syrien, est devenu régional ».

### Rupture avec l'État islamique en 2013
Le 9 avril 2013, Abou Bakr al-Baghdadi, chef de l'État islamique d'Irak (EII), révèle le parrainage du Front al-Nosra par son organisation, caché jusqu'ici pour des raisons stratégiques et de sécurité selon lui, et le choix de Abou Mohammad Al-Joulani pour le diriger. Le Front al-Nosra et l'EII sont alors fédérés sous l’appellation « État islamique en Irak et au Levant » (EIIL). Mais Al-Joulani ne répond pas favorablement à l'appel d'al-Baghdadi, bien qu'il reconnaisse avoir combattu sous ses ordres en Irak, puis avoir bénéficié de son aide en Syrie. Finalement le chef d'Al-Nosra prête serment d'allégeance non pas à l'EIIL mais à Ayman al-Zawahiri, émir d'Al-Qaïda,,. En février 2012, l'EII avait déjà été soupçonné d'avoir organisé des attentats à Alep, alors que le chef d'al-Qaïda Ayman Al-Zaouahiri avait soutenu la rébellion en Syrie.
Avec cet évènement, le Front al-Nosra s'est « syrianisé » d'après l'universitaire Thomas Pierret : « il est devenu plus pragmatique avec la population, moins idéologique ».
En juin 2013, le chef d'Al-Qaïda Ayman al-Zaouahiri invalide « l'État islamique en Irak et au Levant », proclamé en avril par le chef de l'EIIL, Abou Bakr al-Baghdadi, et affirme que « le Front Al-Nosra au Levant est une branche indépendante d'Al-Qaida ». Il demande à l'EIIL de renoncer à ses prétentions sur la Syrie. Mais à son tour, al-Baghdadi rejette les déclarations d'al-Zawahiri.
D'après Ignace Leverrier, blogueur pour Le Monde, al-Joulani serait particulièrement attaché à un agenda syrien et à une méthode différente de l'EIIL. La fondation Quilliam, elle, parle de sources qui affirmeraient que « Jabhat al-Nosra reçoit toujours des ordres stratégiques et idéologiques de l’État islamique d’Irak, et que leur développement est toujours développé par Al Qaida en Irak à ce jour ». Enfin, pour Wassim Nasr, « al-Nosra ne prend pas ses ordres en Irak. Les deux entités, Jabhat al-Nosra et ISIS (Islamic State of Irak and Syria) évoluent parallèlement. Pour simplifier, comment un groupe, qui contrôle des villes et qui est en tête de la révolution syrienne avec des chefs syriens, peut prendre des ordres d’un groupe marginalisé en Irak avec à sa tête un irakien qui ne contrôle pas de territoire... même si le rôle de ce dernier était décisif dans la montée en puissance d’al-Nosra ». Ce sont ces éléments qui expliqueraient l’allégeance au chef d’al-Qaïda Ayman al-Zaouahiri et non pas à Baghdadi.
En novembre 2013, Ayman al-Zaouahiri annonce finalement que le Front Al-Nosra est bien la seule branche d'Al-Qaïda en Syrie. Cette reconnaissance aboutira au déclenchement du conflit entre groupes islamistes en Syrie : l'EIIL va refuser de voir ses troupes engagées en Syrie rejoindre les rangs d'Al-Nosra et du Front Islamique.
Le 3 janvier 2014, aux côtés des forces rebelles, le Front al-Nosra entre en guerre contre l'État islamique en Irak et au Levant,,. Le 29 juin 2014, al-Nosra rejette la proclamation de la restauration du califat par l'État islamique. En réaction, le 11 juillet, Abou Mohammad Al-Jolani annonce son intention de créer « un émirat au Levant », précisant qu'il aurait des frontières avec « le régime, les ultras (l'EI), les corrompus (les rebelles) et le PKK (les kurdes) ».
Constatant le ralliement massif des combattants étrangers à l'État islamique après la prise de Mossoul, le Front al-Nosra cherche « à lier son action à celle de la rébellion (du moins lors des offensives militaires), en profitant de la désagrégation de l’Armée syrienne libre pour rendre son intervention décisive (par le biais notamment du recours aux attentats-suicides, particulièrement efficaces pour la prise de bases militaires ennemies) »[source détournée].
Le 4 juin 2015, la chaîne Al Jazeera diffuse un entretien dans lequel le chef du groupe Abou Mohamed Al-Joulani déclare qu'il ne voit pas de solution rapide au conflit qui l'oppose à l'organisation État islamique en Syrie : « Il n'y a pas de solution entre eux et nous, aujourd'hui ou dans un avenir prévisible. Nous espérons qu'ils se repentiront devant Allah et qu'ils reviendront à la raison. Sinon, il n'y aura rien d'autre que des combats entre nous ». La chaîne ne précise cependant pas quand cette interview a été enregistrée.
Le 23 septembre 2015, le Front al-Nosra est renforcé par les derniers combattants de Jaych al-Mouhajirine wal-Ansar qui rejoignent le groupe.
Début 2016, le Front al-Nosra lance une campagne de consultations à l’intérieur de ses propres rangs et parmi les groupes d’opposition sympathisants, au sujet de la proclamation d’un émirat dans la province d'Idlib.

### Rupture avec al-Qaïda et renommage en Front Fatah al-Cham en 2016
En janvier 2016, le Front al-Nosra fait une offre de fusion avec Ahrar al-Cham. Abou Mohammed al-Joulani propose alors de changer le nom de son groupe mais il exclut de rompre avec al-Qaïda. Cependant Ahrar al-Cham ne tient pas à se lier avec al-Qaïda et rejette l'offre, des accrochages ont même lieu entre les deux groupes à Salqin et à Harem, dans le gouvernorat d'Idlib, avant la conclusion rapide d'une trêve,.
En février 2016, deux groupes du nord-est de Damas, Ansar al-Charia et Al-Muntasir Billah rallient le Front al-Nosra. Le même mois, douze importants chefs de Jound al-Aqsa rejoignent le Front al-Nosra.
Le 28 juillet 2016, le Front al-Nosra annonce qu'il rompt avec al-Qaïda et qu'il prend le nom de Front Fatah al-Cham. Cette rupture se fait avec l'accord du chef d'al-Qaïda, Ayman al-Zawahiri. Abou Mohammed al-Joulani apparaît pour la première fois à visage découvert dans un enregistrement diffusé par la chaîne al-Jazeera, il affirme que la décision « d'arrêter d'opérer sous le nom de Front al-Nosra et de recréer un nouveau groupe » s'est faite pour « protéger la révolution syrienne » et pour « faire ôter les prétextes avancés par la communauté internationale » pour viser le groupe classé « terroriste » par les États-Unis.
Avec cette séparation, le Front al-Nosra veut se rapprocher des autres groupes de la rébellion et se présenter comme un mouvement strictement syrien. Selon le chercheur Ziad Majed, le Qatar et la Turquie ont également « fait pression sur Al-Nosra pour qu'il se distancie d'Al Qaïda afin de leur permettre de fournir un soutien logistique et financier, sans embarras politique », à l'Armée de la conquête,. Cependant un bon nombre des combattants étrangers du Front al-Nosra — et notamment son chef militaire, Abou Omar Saraqeb — se sont montrés hostiles à une « syrianisation » du mouvement.
Le lendemain de la création du Front Fatah al-Cham, Washington, par le biais du porte-parole du département d'État John Kirby, affirme qu'il continue « d'estimer que les dirigeants du Front al-Nosra maintiennent leur intention de mener des attaques contre les pays occidentaux » et que le groupe reste considéré comme « une organisation terroriste étrangère ». Cependant, à l'automne 2016, Christopher Garver, porte-parole de la coalition internationale en Irak et en Syrie, déclare : « Nous ne combattons pas Al-Nosra. Nous combattons Daech ».
La décision du Front al-Nosra de rompre avec al-Qaïda est saluée par Ahrar al-Cham et le 22 août 2016, des négociations s'ouvrent de nouveau entre le Front Fatah al-Cham et Ahrar al-Cham en vue d'une fusion. Cependant le projet bloque. La question divise Ahrar al-Cham, entre d'un côté les partisans du jeu politique, favorables à des négociations et qui souhaitent garder le soutien des pays du Golfe et de la Turquie, et de l'autre ceux, plus proches des thèses d'al-Qaïda, qui privilégient l'insurrection armée. Au cours de ces négociations, le Front Fatah al-Cham comme Ahrar al-Cham font l'objet de défections de la part de leurs éléments les plus radicaux,. Le 20 septembre 2016, le conseil religieux d'Ahrar al-Cham annonce apporter son soutien à l'intervention militaire turque, ce qui provoque quelques tensions avec le Front Fatah al-Cham, hostile à cette intervention.
Attaqué en octobre 2016 par Ahrar al-Cham, le groupe djihadiste Jound al-Aqsa cherche la protection du Front Fatah al-Cham, auquel il prête allégeance le 9 octobre 2016.

### Dissolution en 2017
Mais en janvier 2017, alors que des négociations de paix s'ouvrent à Astana, la situation se dégrade dans le gouvernorat d'Idlib. Le Front Fatah al-Cham est exclu des pourparlers et subit une intensification des frappes aériennes de la coalition,. Il crie alors au complot et accuse les autres groupes rebelles de complicité avec les Américains et d'avoir conclu un accord contre lui,. Plusieurs groupes de l'Armée syrienne libre sont attaqués par les djihadistes, et décident alors de fusionner au sein d'Ahrar al-Cham pour obtenir sa protection,. Trois jours plus tard, le Front Fatah al-Cham fusionne à son tour avec quatre autres groupes — le Harakat Nour al-Din al-Zenki, le Front Ansar Dine, le Liwa al-Haq et Jaysh al-Sunna — pour former un nouveau mouvement : Hayat Tahrir al-Cham.

## Idéologie et objectifs
Le Front al-Nosra est un groupe salafisme djihadiste. Il prône une société reposant sur les lois de la charia. Le seul régime qu’elle prône en Syrie est le califat, et qualifie la démocratie de « religion des impies ».
Le 27 mai 2015, Abou Mohammed al-Joulani, le chef du Front al-Nosra, accorde une interview à Al Jazeera. Il affirme que le seul objectif de son groupe est la chute du régime de Bachar el-Assad, il dément l'existence du groupe Khorassan et affirme qu'Ayman al-Zaouahiri a donné des ordres pour ne pas lancer d'attaque contre l'Occident depuis la Syrie. Il confirme d'ailleurs son allégeance à ce dernier, voulant ainsi mettre fin aux rumeurs sur une éventuelle rupture entre le Front al-Nosra et Al-Qaïda central. Selon les analystes, le Front al-Nosra cherche alors à donner à l'Occident une image plus présentable et se faire passer comme une force politique légitime en Syrie, notamment en se distinguant de l'extrémisme de l'État islamique vis-à-vis des minorités religieuses chrétiennes et alaouites,.
Par ailleurs, « la propagande de l’ex-front Al-Nusra s’est construite à l’opposé de celle, religieuse et millénariste, déployée par l’État islamique ».

### Critique du ralliement à Al-Qaïda
Abou Bassir al-Tartousi, chef idéologique des salafistes du Front islamique syrien (FIS), dont la principale composante est Ahrar al Cham, a estimé qu'annoncer son rattachement à Al-Qaïda était une provocation qui lésait la rébellion : « Nous défendons les principes de l'islam, à savoir l'État islamique, le combat au nom de Dieu et de son prophète Mahomet, la charia (loi islamique) mais il faut éviter toutes référence à certains noms qui suscitent une vive réaction du monde contre le peuple de Syrie ».
Le Front islamique de libération de la Syrie (FILS), la plus importante coalition islamiste, qui comporte entre autres dans ses rangs des Frères musulmans, des indépendants et des salafistes regroupés en une vingtaine de bataillons sous l'ombrelle de l'Armée syrienne libre, a quant à lui fait savoir que : « En Syrie, nous avons lancé le jihad (guerre sainte) contre le régime (...), pas pour prêter allégeance à X ou Y ni pour qu'on impose à nos frères et notre peuple des choses malgré eux ». Le communiqué du FILS s'en prend même, sans le nommer, au chef d'Al-Qaïda, en déclarant que « faire allégeance à quelqu'un qui ne comprend pas notre réalité ne sert ni notre peuple ni notre nation ».
Le prédicateur religieux Youssef al-Qaradâwî, proche des Frères musulmans, a de son côté appelé le Front al-Nosra à se dissocier d'al-Qaïda en Irak et à se ranger auprès de l'Armée syrienne libre.

## Drapeaux

Drapeau du Front al-Nosra de 2011 à novembre 2013. Le drapeau porte l'inscription : « Il n'y a de dieu qu'Allah et Mahomet est son prophète », puis, en petits caractères sur la ligne du bas « Front al-Nosra ».
Drapeau du Front al-Nosra adopté de novembre 2013 au 28 juillet 2016. Il s'agit de la même inscription que sur l'ancien drapeau.
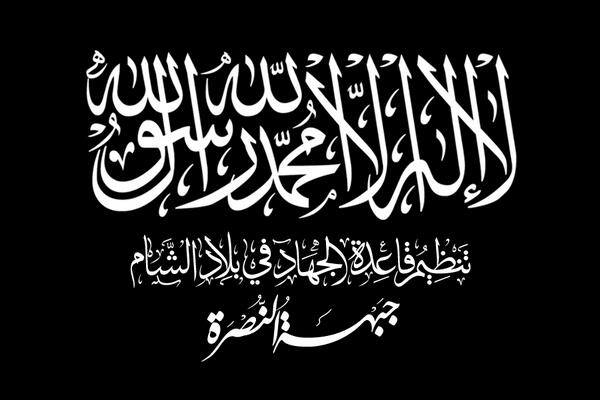
Autre drapeau du Front al-Nosra, moins répandu, utilisé de 2013 à 2016. La mention « al-Qaïda du djihad au pays du Cham » est ajoutée.
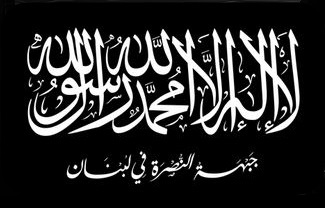
Drapeau utilisé par le Front al-Nosra au Liban, en 2013 et 2014.
Drapeau du Front Fatah al-Cham, du 28 juillet 2016 au 28 janvier 2017. Le drapeau porte l'inscription : « Il n'y a de dieu qu'Allah et Mahomet est son prophète », puis, en petits caractères sur la ligne du bas « Front Fatah al-Cham ».
Logo du Front Fatah al-Cham, du 28 juillet 2016 au 28 janvier 2017.

## Alliances
Le 24 mars 2015, le Front al-Nosra, Ahrar al-Cham et d'autres groupes rebelles se rassemblent dans une chambre d'opérations appelée l'Armée de la conquête, forte d'environ 30 000 hommes, soutenue par l'Arabie saoudite, le Qatar et la Turquie, et active principalement dans le gouvernorat d'Idlib,.
Le 2 juillet 2015, le Front al-Nosra forme avec 13 autres groupes djihadistes — dont Ahrar al-Cham et le Front Ansar Dine — une nouvelle chambre d'opérations baptisée Ansar al-Charia, active dans le gouvernorat d'Alep,.
Dans la Ghouta orientale, près de Damas, le Front al-Nosra et le Liwa Fajr al-Oumma forment en 2016 une alliance appelée Jaych al-Foustate

## Commandement
Le fondateur et chef du Front al-Nosra est Abou Mohammed al-Joulani. Parmi les autres chefs figurent :
- Abou Hamam al-Souri, ancien chef militaire du Front al-Nosra, tué le 3 ou le 5 mars 2015 par une frappe de l'aviation syrienne à Salkine, dans la province d'Idlib[79],[80] ;
- Abou Firas al-Souri, porte-parole, tué par une frappe aérienne américaine à Kafar Jales, près d'Idlib, le 3 avril 2016[81],[82] ;
- Abou Maria al-Qahtani, mufti et qadi du Front al-Nosra[83] ;
- Abou Saleh al-Moussalima, commandant pour le sud de la Syrie, tué le 21 mars 2016 dans des combats contre la Brigade des martyrs de Yarmouk[84] ;
- Abou Souleimane al-Masri, chef du Front al-Nosra à Alep, tué par les Kurdes le 24 octobre 2015[85] ;
- Abou Omar Saraqeb, chef militaire du Front Fatah al-Cham, vétéran de la guerre d'Irak, est tué par une frappe aérienne lors d'une réunion à Kafr Naha, dans le gouvernorat d'Alep[57]. L'agence Reuters indique que selon une source rebelle, le raid aurait été mené par les Américains[86]. Les Syriens Abou Hussein al-Ordoni ou Abou Mouslem al-Chami pourraient lui succéder[57] ;
- Ahmed Salama, dit Abou Faraj al-Masri, membre du conseil de la choura, tué le 3 octobre 2016 près de Jisr al-Choghour par une frappe américaine[87],[88],[89] ;
- Abou Khattab Al-Kahtani, ancien membre d'AQPA, tué le 1er janvier 2017 par une frappe américaine[90] ;
- Younes Shoeyb — aussi appelé Abou Al-Hassane Taftanaz — ancien émir du Front al-Nosra à Alep, tué à Taftanaz le 6 janvier 2017 par une frappe américaine[90].

## Effectifs
En octobre 2013, le chercheur Romain Caillet estime que les effectifs du Front al-Nosra s'élèverait à 3 000 hommes, après le ralliement d'une grande partie de ses combattants à l'État islamique en Irak et au Levant, qui compterait alors de son côté 7 000 hommes.
En janvier 2014, Catherine Gouëset, journaliste pour L'Express, chiffre à 7 000 les forces d'al-Nosra.
En octobre 2015, le journal libanais L'Orient-Le Jour estime que le groupe compte environ 10 000 combattants.
De janvier 2014 à septembre 2016, Georges Malbrunot, journaliste pour Le Figaro, donne des effectifs d'environ 15 000 hommes pour le Front al-Nosra,,. D'après lui, 30 % des combattants du groupe sont des étrangers.
En mars 2016, Madjid Zerrouky, journaliste du Monde estime que les effectifs d'al-Nosra atteindraient les 10 000 membres.

## Financement et ressources
Le Front al-Nosra bénéficie de financements beaucoup plus importants que ceux de ses rivaux au sein de l'opposition armée, ce qui explique sa montée en puissance. Il serait financé par de riches mécènes du Golfe et des ONG basées notamment au Koweït et aux Émirats arabes unis. Cependant, d'après l'universitaire Thomas Pierret en septembre 2013, « il semble que [les] fonds [privés venus du Golfe] sont en fait eux aussi plutôt absorbés par des groupes salafistes "respectables". On dit aussi qu’Al Nosra exploite des puits de pétrole. Ce qui est vrai mais c’est récent. Donc d’où venaient leurs moyens importants avant ? On ne sait pas exactement ». Le cheikh saoudien Abdallah Al-Mouhaysni est considéré à la fois comme le conseiller religieux et un financier des dirigeants du Front Fatah Al-Cham.
L'universitaire Fabrice Balanche indique en janvier 2015 que le « financement qatari et saoudien » du Front al-Nosra et de l’État islamique (EI) est « probable », tout en précisant qu'« il n'y aura jamais de preuve papier » : « le Qatar a financé le Front Al-Nosra (ou Nosra) jusqu'à la scission intervenue en avril 2013 » avec l'EI, après laquelle « le Qatar a choisi de soutenir l'EI contrairement à l'Arabie saoudite qui continue de financer Nosra. Néanmoins, [...] le Qatar peut être également amené à financer un groupe de combattants se réclamant de Nosra pour un intérêt particulier. De même, il existe différents clans en Arabie saoudite, qui est loin d'être un royaume monolithique. Ces familles soutiennent aussi bien Nosra que l'EI ».
En revanche pour François Burgat, directeur de recherche à l'Institut de recherches et d’études sur le monde arabe et musulman (IREMAM), ni le Qatar, ni l'Arabie saoudite ne soutiennent al-Qaïda ou l'État islamique : « Les dirigeants des monarchies pétrolières savent parfaitement qu’ils sont en tête de liste des cibles de Daesh ou d’Al-Qaïda et aucun d’entre eux n'est suicidaire ».
De son côté, Selahattin Demirtaş, coprésident du Parti de la paix et de la démocratie (une formation kurde), accuse la Turquie de renforcer le Front al-Nosra « en envoyant des armes » en Syrie : « Sans ce soutien et celui de l'Arabie saoudite, les terroristes ne pourraient pas se maintenir ». Alors que la Syrie porte plainte contre la Turquie en l'accusant de fournir des armes à des groupes perpétrant des « attaques terroristes contre le peuple syrien » et d'entraîner des djihadistes sur son territoire, et que la presse turque suggère à son tour qu'Ankara a fourni directement des armes aux factions djihadistes dont le Front al-Nosra sur la base de rapports des Nations unies et d'enquêtes, le gouvernement turc dément en janvier 2014. Il est également accusé de fermer les yeux sur les transferts d'armes et de combattants à la frontière.
En 2015, l'universitaire et politologue Ziad Majed affirme que le Front al-Nosra est toujours soutenu par les services turcs et le Qatar, qui finance leurs livraisons d'armes. Ignace Dalle et Wladimir Glasman soulignent que : « Ces relations particulières donnent aussi l'opportunité à ces deux pays très proches de veiller à ce que le Front ne s'égare pas dans des débordements djihadistes ». Pour le chercheur Dominique Thomas, en revanche, le groupe a peu de liens avec la Turquie.

## Armement
À partir de 2015, le Front al-Nosra dispose de missiles antichar BGM-71 TOW américains. Ces armes sont prises aux rebelles modérés du Mouvement Hazm après la bataille du Régiment 46. Cette base est prise d'assaut le 28 février 2015 et tout l'arsenal livré par les États-Unis au Mouvement Hazm tombe aux mains des djihadistes,.

## Opérations militaires

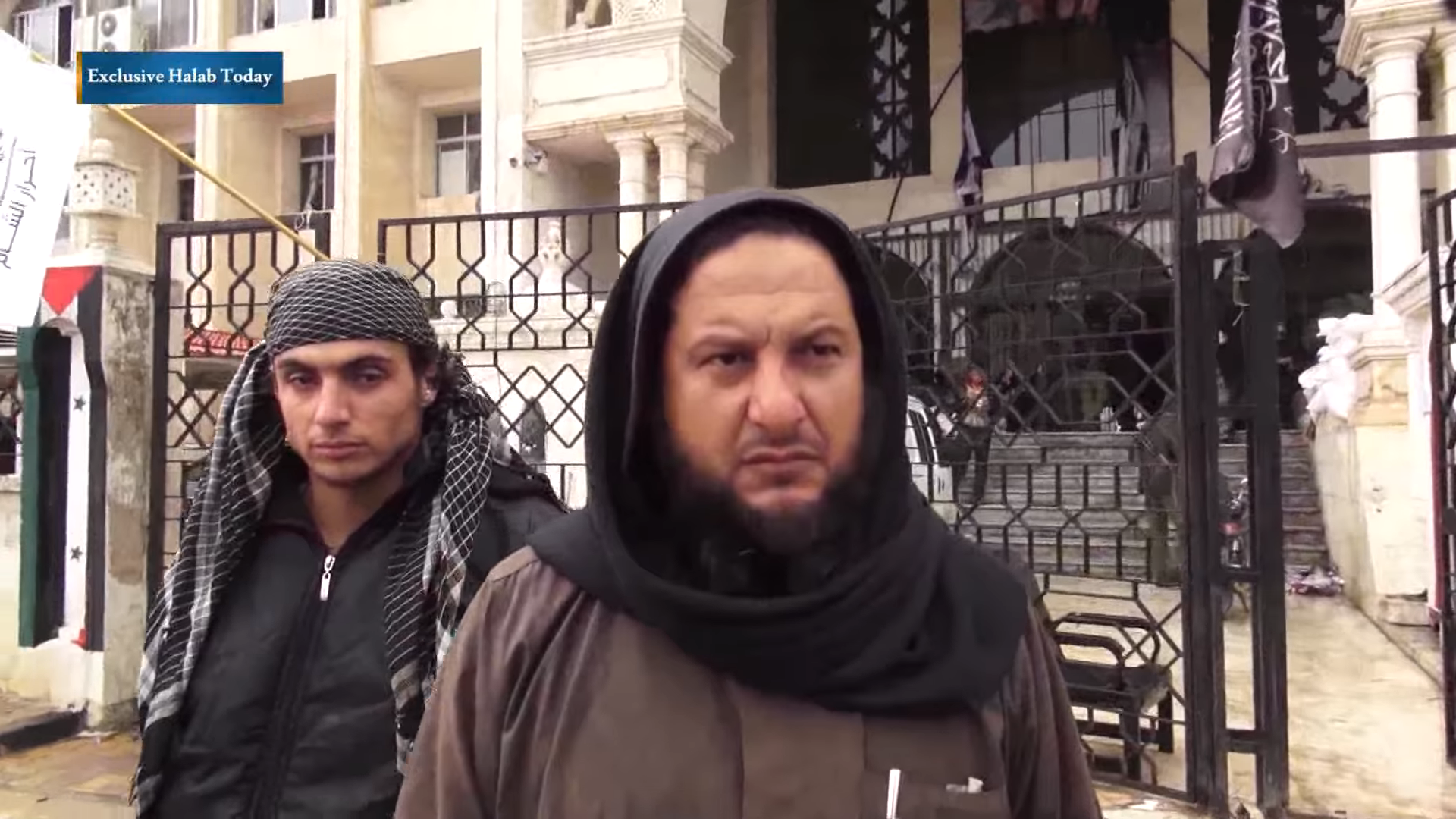
Un chef du Front al-Nosra à Idlib, le 30 mars 2015.

Le 14 février 2013, le Front Al-Nosra s'empare de la ville de Chadadé dans l'est de la Syrie.
En janvier 2014, le Front al-Nosra rompt complètement avec l'État islamique en Irak et au Levant et participe aux côtés des autres groupes rebelles à l'offensive contre le groupe originaire d'Irak. Le 6 janvier, il attaque Raqqa, mais la tentative est un échec. En avril 2014, l'EIIL lance une offensive avec plus de 3 000 hommes sur le gouvernorat de Deir ez-Zor tenu par le Front al-Nosra, le Front islamique et l'Armée syrienne libre. Les combats font des centaines de morts mais l'EIIL avance. Le 14 juillet, le Front al-Nosra doit abandonner la ville de Deir ez-Zor et le gouvernorat de Deir ez-Zor passe presque totalement aux mains de l'État islamique,,.
En mars et avril 2014, les djihadistes d'al-Qaïda subissent également des revers dans le Qalamoun près du Liban. Battus par les Hezbollah et le régime syrien à Yabroud et Rankous, ils perdent une de leurs bases arrière qui leur permettait de se ravitailler au Liban,.
En septembre 2014, le Front al-Nosra est visé par les frappes de la coalition internationale en Syrie qui cependant s'attaque prioritairement à l'EI. Le groupe Khorassan est notamment touché. Selon l'OSDH, au moins 70 djihadistes d'al-Qaïda sont tués par la coalition de septembre à novembre et le groupe n'est que rarement visé par la suite,.
Chassé de l'Est de la Syrie par l'EI, le Front al-Nosra monte cependant en puissance dans le Nord-Ouest. En novembre, la guerre éclate entre les djihadistes d'al-Qaïda et les rebelles du Front révolutionnaire syrien et du Mouvement Hazm, soutenus par les Américains. Les combats à Deir Sinbel et à Khan al-Sobol tournent à l'avantage du Front al-Nosra qui s'empare de ces deux villes, ainsi que de la région de Jabal al-Zawiya, et chasse les rebelles modérés de la zone,,,,. Le mouvement djihadiste tourne ensuite ses forces contre le régime syrien et le 15 décembre il prend d'assaut les bases militaires de Wadi al-Deïf et d'Hamidiyé, près de la ville de Maarat al-Noumane, au terme d'une bataille sanglante qui fait 200 à 300 morts en 24 heures. Après cette série de victoires, le Front al-Nosra devient la force dominante dans le gouvernorat d'Idlib,,,.

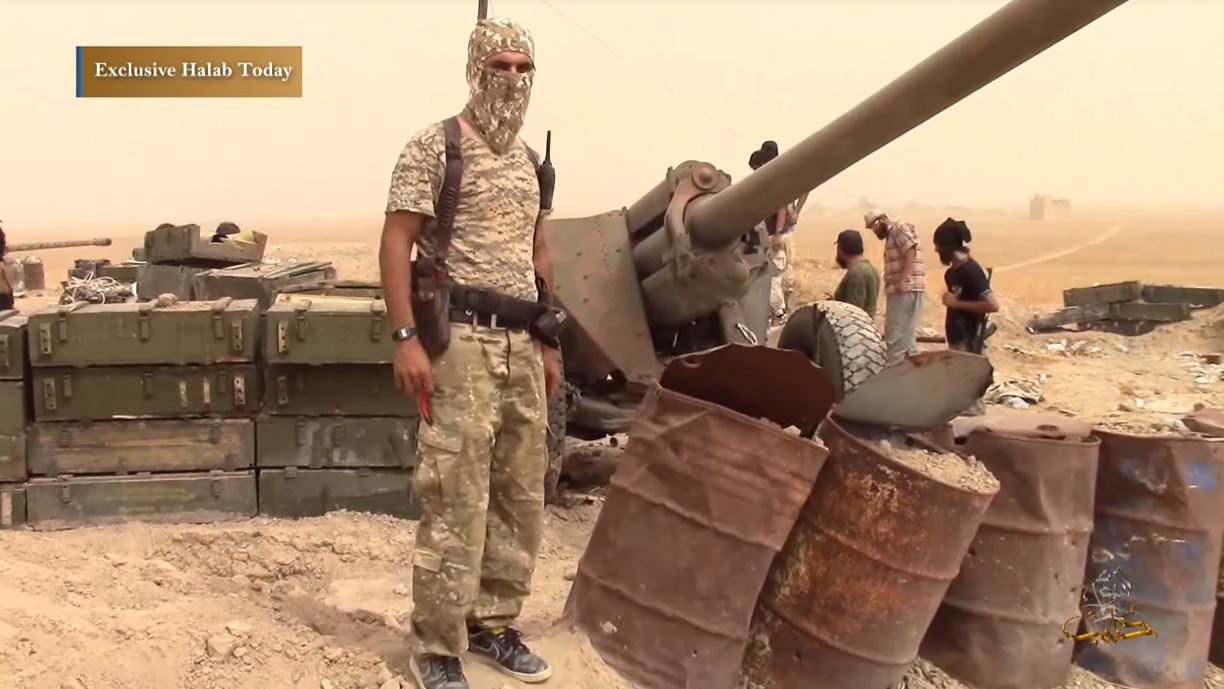
Des djihadistes du Front al-Nosra le 11 septembre 2015, après la bataille d'Abou Douhour.

En mai 2015, Romain Caillet, consultant spécialiste du mouvement djihadiste et du conflit syrien, observe que « Jabhat en-Nosra se déploie davantage sur la Ghouta occidentale, pour lutter contre les forces du Hezbollah ». Le Front al-Nosra adopte « un point de vue pragmatique, acceptant par exemple en 2015 une trêve des combats dans la région d’Idlib et en en refusant une autre dans la Ghouta orientale (près de Damas), pour des raisons purement stratégiques et non idéologiques ». D'après le chercheur Fabrice Balanche, 20 à 25 % de la population syrienne vit alors sur les territoires tenus par le Front al-Nosra et ses alliés.
À partir de septembre 2015, « l'Armée de la conquête », composée du Front al-Nosra, d'Ahrar al-Cham et de plusieurs autres groupes, devient la cible des frappes aériennes russes.

## Attentats
Le Front al-Nosra est responsable plusieurs attentats-suicides en Syrie. Il revendique notamment l'attentat de Damas du 10 mai 2012 et l'attentat de Homs du 29 avril 2014. Il est également soupçonné d'être derrière les attentats de Damas du 23 décembre 2011. Le 10 janvier 2015, il est responsable d'un attentat à la bombe à Tripoli.
Bien qu'allié à l'ASL dans le but de faire tomber Al-Assad, les membres de l'ASL ont condamné à de nombreuses reprises les attentats-suicides perpétrés par Al-Nosra et certains indiquent que l'éventualité d'un après-Assad serait marqué par une guerre entre l'ASL et les islamistes djihadistes.
Le 30 mai 2013, les médias turcs Taraf, Cumhuriyet et Akşam annoncent l'arrestation à Adana de 12 terroristes du Front al-Nosra en possession de gaz sarin qui prévoyaient de planifier des attentats sur le sol turc. Cependant, Huseyin Avni Cos, le gouverneur de la province d'Adana indique que les arrestations se sont produites à Istanbul et dans les provinces de Mersin, Adana et Hatay ; il ne confirme pas l'allégeance des suspects au Front al-Nosra et indique que des éléments chimiques ont été saisis au cours des perquisitions, mais dément les informations données par les médias sur la découverte et la saisie de gaz sarin.

## Exactions
Dans un rapport publié le 4 juillet 2016, Amnesty International accuse le Front al-Nosra de crimes de guerre et dénonce des cas de tortures, d'enlèvements et d'exécutions sommaires commis par des membres de ce groupe,.
- Le 22 juillet 2013, les hommes du Front al-Nosra et du Liwa Ansar al-Khalifah fusillent au moins 51 soldats du régime syrien à Khan Al-Assal, près d'Alep[136],[137],[138].
- Le 4 août 2013, des combattants du groupe prennent probablement part aux massacres de Barouda, dans lesquels au moins 67 civils alaouites sont tués[139],[140].
- L'assassinat du père jésuite Frans van der Lugt le 7 avril 2014 a été attribué au Front al-Nosra[141].
- Le 10 juin 2015, à Qalb Loze, dans le gouvernorat d'Idlib : 20 villageois druzes, dont des vieillards et un enfant sont tués par des combattants du Front al-Nosra. Cette tuerie fait suite à une altercation entre un habitant du village qui avait combattu dans les rangs loyalistes et un djihadiste venu lui saisir sa maison. Un homme du Front al-Nosra est également tué dans la fusillade[142]. Le 13, le Front al-Nosra reconnaît l'implication de certains de ses hommes et affirme que ces derniers seront sanctionnés : « Des éléments d'al-Nosra ont participé à l'incident de Qalb Lozé sans l'aval de leurs dirigeants. Nous allons les sanctionner car ce qui s'est passé est une faute injustifiée, et le village est sous notre protection »[143].
- Après sa victoire au siège d'Abou Douhour, le Front al-Nosra diffuse le 25 novembre 2015 une vidéo montrant l'exécution de 42 soldats syriens, fusillés dans le dos. Selon l'OSDH, au moins 71 prisonniers ont été exécutés dans les jours qui ont suivi la chute de la base aérienne le 9 septembre[144],[145],[146],[147].

## Otages étrangers
En octobre 2012, un journaliste américain, Theo Padnos est enlevé par le Front al-Nosra. Torturé pendant sa détention, il parvient à s'évader et se place sous la protection de rebelles de l'Armée syrienne libre, mais ces derniers le livrent aux djihadistes. Il est finalement libéré le 24 août 2014. Un autre journaliste américain, Matthew Schrier, est enlevé en janvier 2013 et enfermé avec Theo Padnos, mais au cours de leur détention les relations entre les deux hommes deviennent exécrables. Matthew Schrier parvient à s'évader le 29 juillet 2013, il réussit ensuite à rejoindre des hommes de l'Armée syrienne libre qui le conduisent en Turquie,.
Le 10 mars 2014, al-Nosra libère 13 religieuses chrétiennes capturées à Maaloula, en échange de 50 prisonnières détenues dans les prisons du régime. Les religieuses ont indiqué qu'elles avaient été traitées correctement durant leur captivité.
Le 28 août 2014, le Front al-Nosra capture 45 casques bleus fidjiens de la UNDOF dans le plateau du Golan. En échange de la libération des prisonniers, le Front al-Nosra exige d'être retiré de la liste des organisations terroristes. Deux jours plus tard, les djihadistes attaquent une base des casques bleus. Les troupes philippines, fortes de 75 hommes, ouvrent le feu puis sont exfiltrées grâce à l'intervention d'un contingent irlandais. Les Fidjiens sont libérés le 11 septembre,,,.
Le 31 juillet 2014, deux humanitaires italiennes, Greta Ramelli et Vanessa Marzullo, âgées de 20 et 21 ans, sont enlevées près d'Alep. En décembre, elles apparaissent dans une vidéo mise en ligne par des djihadistes se réclamant du Front al-Nosra. Le groupe cependant ne revendique pas officiellement l'enlèvement. Les deux jeunes femmes sont finalement libérées le 15 janvier 2015,. Une chaîne de télévision arabe évoque le versement d'une rançon de 12 millions d'euros, ce que le gouvernement italien dément.
Le 28 septembre 2016, le Front Fatah al-Cham libère une otage allemande, Janina Findensein, une journaliste de 27 ans enlevée en octobre 2015, ainsi que son bébé, né en décembre de la même année. Le Front Fatah al-Cham déclare ne pas être à l'origine de l'enlèvement et affirme avoir attaqué le groupe qui détenait la jeune femme avant de la libérer.

## Opinion de la population syrienne
En juillet 2015, un sondage commandé par la BBC est mené en Syrie par l'institut international ORB. Il porte sur un échantillon de 1 365 personnes, dont 674 en zone contrôlée par le gouvernement syrien, 430 en zone contrôlée par les rebelles, 170 en zone contrôlée par l'État islamique et 90 en zone contrôlée par les Kurdes. Les résultats sont cependant à prendre avec précaution, les sondés ayant pu orienter leurs réponses par craintes de représailles. À la question : « Que pensez-vous de l'influence de cet acteur (le Front al-Nosra) sur la guerre en Syrie? » les réponses sont :
- En zone contrôlée par le gouvernement syrien : 7 % « Complètement positive », 6 % « Plutôt positive », 25 % « Plutôt négative », 60 % « Complètement négative », 2 % « Ne sais pas » ;
- En zone contrôlée par les rebelles : 26 % « Complètement positive », 32 % « Plutôt positive », 17 % « Plutôt négative », 23 % « Complètement négative », 2 % « Ne sais pas » ;
- En zone contrôlée par l'État islamique : 26 % « Complètement positive », 33 % « Plutôt positive », 21 % « Plutôt négative », 18 % « Complètement négative », 2 % « Ne sais pas » ;
- En zone contrôlée par les Kurdes : 19 % « Complètement positive », 32 % « Plutôt positive », 16 % « Plutôt négative », 32 % « Complètement négative », 1 % « Ne sais pas » ;
- Ensemble de la Syrie : 16 % « Complètement positive », 19 % « Plutôt positive », 22 % « Plutôt négative », 41 % « Complètement négative », 2 % « Ne sais pas ».

En mars 2016, des centaines d'habitants de la ville de Maarat al-Noumane (nord-ouest) manifestent dans les rues pour demander le départ du Front al-Nosra, alors que ce dernier attaque la 13e division de l'Armée syrienne libre qui jouit d’une grande popularité auprès de la population.

## Désignation comme organisation terroriste
Le 31 mai 2013, le Conseil de sécurité des Nations unies ajoute al-Nosra à la liste des organisations qu'il considère comme terroristes, ce qui entraîne un gel de ses avoirs et un embargo sur ses armes. La France et le Royaume-Uni ont poussé à mettre al-Nosra sur cette liste, après avoir bloqué une demande en ce sens du gouvernement syrien.
En juin 2014, le Front al-Nosra est ajouté à la liste des groupes terroristes affiliés à al-Qaïda par la Turquie.